# Hinesburg
Hinesburg – miasto w Stanach Zjednoczonych, w stanie Vermont, w hrabstwie Chittenden.